# Петренко, Нина Тарасовна
Нина Тарасовна Петренко — советский хозяйственный и политический деятель.

## Биография
Родилась в 1939 году в деревне Ельцовка.Член КПСС.
В 1963—1995 гг. — штукатур строительного управления № 27, бригадир штукатуров специализированного управления, инженер по технике безопасности строительного треста № 13 Министерства промышленного строительства Белорусской ССР.
Указами Президиума Верховного Совета СССР от 21 апреля 1975 и от 19 марта 1981 года награждена орденами Трудовой Славы 3-й и 2-й степени.
Заслуженный наставник работающей молодёжи Белорусской ССР (1978).
Указом Президиума Верховного Совета СССР от 9 июля 1986 года награждена орденом Трудовой Славы 1-й степени, став полным кавалером ордена Трудовой Славы.
Избиралась депутатом Верховного Совета СССР 10-го созыва. Делегат XXVII съезда КПСС, 4-го и 5-го Всебелорусского народного собрания.
Живёт в Бобруйске.